# Eclissi solare del 13 novembre 1993
L'eclissi solare del 13 novembre 1993 è un evento astronomico che ha avuto luogo il suddetto giorno attorno alle ore 21.45 UTC.